# Truncocolumella occidentalis
Truncocolumella occidentalis är en svampart som först beskrevs av Malençon, och fick sitt nu gällande namn av Malençon & Zeller 1940. Truncocolumella occidentalis ingår i släktet Truncocolumella och familjen Suillaceae.   Inga underarter finns listade i Catalogue of Life.